# Petalura pulcherrima
Petalura pulcherrima là một loài chuồn chuồn ngô thuộc họ Petaluridae. Nó là loài đặc hữu của Úc.